# Bahía Jason
Bahía Jason o Puerto Jason (en inglés: Jason Harbour) es una bahía de 1,8 km de ancho, que se extiende al oriente de la punta Oeste y al occidente de la Bahía Allen, sobre la costa norte de la bahía Grande (o bahía Cumberland Oeste) de la isla San Pedro, en el sector norte-central de la isla. Además se ubica al sur de bahía Stromness.
Se trazó y fue nombrada por la Expedición Antártica Sueca, 1901-1904, bajo Otto Nordenskiöld. La bahía fue visitado anteriormente por el Barco Jason, Capitán Carl Anton Larsen, en 1894.